# Naucalpan de Juárez
Naucalpan de Juárez, ehemals San Bartolomé Naucalpan und San Bartolo Naucalpan bzw. kurz Naucalpan, ist die drittgrößte Stadt des zentralmexikanischen Bundesstaates México nach Ecatepec de Morelos und Nezahualcóyotl.
Naucalpan de Juárez erstreckt sich über die beiden Municipios Naucalpan de Juárez und Huixquilucan. Von den über 900.000 Einwohnern der Stadt leben etwa 790.000 im zum gleichnamigen Municipio gehörenden Teil, der als Cabecera (Hauptort) dieser Gemeinde gilt. Zur Stadt gehören auch Siedlungsprojekte wie Ciudad Satélite und Lomas Verdes.

## Geschichte
In präkolumbischer zeit war die Region Teil des Reichs der Tepaneken.
Naucalpan wurde am 1. Januar 1826 zu einer eigenständigen Gemeinde.

## Sport
Der Sitz des mexikanischen Eishockeyverbandes Federación Deportiva de México de Hockey sobre Hielo befindet sich in Naucalpan. Das Eishockeystadion La Pista Lomas Verdes ist einer von zwei Austragungsorten der 2010 gegründeten Liga Mexicana Élite.
Ebenfalls in Naucalpan residiert seit 1962 der mit sechs errungenen Meistertiteln erfolgreichste mexikanische Fußballverein vor dem Ersten Weltkrieg, Reforma Athletic Club. Auf seinem hiesigen Vereinsgelände gastierte die englische Nationalmannschaft während der Fußball-Weltmeisterschaften 1970 und 1986.

## Partnerstädte
Naucalpan unterhält seit 1972 eine Städtepartnerschaft mit Des Moines (USA). Weitere Städtepartnerschaften wurden 1994 mit dem kanadischen Calgary und 1997 mit Anyang in Südkorea begründet.

Der Periférico in Ciudad Satélite in Naucalpan

## Söhne und Töchter der Stadt
- Café Tacuba (gegründet 1989), eine Musikgruppe
- Soraya Jiménez Mendivil (1977–2013), Olympiasiegerin im Gewichtheben
- Carolina Mendoza (* 1997), Wasserspringerin